# Daberkees
Daberkees är en glaciär i Österrike. Den ligger i förbundslandet Tyrolen, i den centrala delen av landet. Daberkees ligger 2 412 meter över havet.
Den högsta punkten i närheten är Amertaler Höhe, 2 841 meter över havet, direkt norr om Daberkees.
Trakten runt Daberkees består i huvudsak av alpin tundra.